# Gaspar de Torres
Gaspar de Torres (siglo XVI, Capitanía General de Santo Domingo - ¿?) fue el gobernador de Cuba entre el 27 de abril de  y 1 de septiembre de 1579, debido a la muerte del anterior gobernador Francisco Carreño.

## Biografía
Gaspar de Torres nació en la Capitanía General de Santo Domingo en la primera mitad del siglo XVI. Descendiente de peninsulares, obtuvo estudios universitarios. Tras la muerte de Francisco Carreño, gobernador de Cuba (1577 - 1579),  la Real Audiencia de Santo Domingo, que acababa de recibir la noticia de su muerte, designó  a Gaspar de Torre como nuevo gobernador temporal de Cuba, en reemplazo de aquel, el 27 de abril de 1579, enviándolo a La Habana, donde llegó en los primeros días de octubre de ese año (1579). El licenciado criollo, sin embargo, obtendría la mitad del sueldo de Carreño. De todas formas, su administración solo duró poco más de cuatro meses, pues la Corona española designó al siguiente gobernador de Cuba, el capitán Gabriel de Luxan, el 1 de septiembre de 1579, llegando a la capital cubana en agosto de 1580. Por ello, Gaspar de Torres solo se mantuvo frente al gobierno de Cuba hasta septiembre de ese año, cuando finalmente fue sustituido por Luxan. Durante su administración, al igual que ocurrió con el gobierno de Francisco Carreño, se promovió la construcción de fortificaciones en La Habana, así como el incremento de las guarniciones habaneras y de las demás villas de Cuba, a pesar de lo cual, los piratas ingleses, neerlandeses y franceses aumentaron sus ataques y comercio de contrabando desde sus escondites en Jamaica española y demás puntos del Caribe.